# 錢象坤
錢象坤（1569年8月12日—1640年），字弘載，號麟武，浙江會稽縣籍，山陰縣人，晚明政治人物，同進士出身。

## 生平
萬曆二十五年（1597年）丁酉科浙江鄉試二十九名舉人，萬曆二十九年（1601年）登辛丑科進士。刑部觀政，改翰林院庶吉士，本年丁憂，三十三年補原职，三十五年授检讨，四十年纂修国史，四十一年升左赞善，四十七年升右谕德，會試房考，管诰敕撰文，本年掌右春坊，本年升少詹事，掌翰林院，天启二年（間）1622年），任禮部右侍郎兼太子賓客，三年十一月加升禮部尚書兼翰林院学士、协理詹事府事，四年因被魏忠賢指為繆昌期黨，落職閒住。
崇禎元年（1628年）拜禮部尚書，協理詹事府。崇禎二年（1629年）冬，都城被兵圍，條陳禦敵三策。奉命登陴分守，祁寒不懈。崇禎帝感知，遂與何如寵並相。崇禎三年（1630年）溫體仁入，為錢象坤門生，錢象坤讓位而居其下。後累加少保，進武英殿。此時翰林有所謂“四錢”，即錢象坤、錢龍錫、錢謙益、錢士升，皆負有身望。後來他的學生溫體仁為首輔，錢象坤都沒有前去依附。崇禎四年（1631年）因其學生兵部尚書梁廷棟與御史水佳胤互鬥，所以遭周延儒所惡。錢象坤為了避禍，特上五疏引疾去職，後家居十年，無病而卒。贈太保，謚文貞。

## 家族
曾祖錢滔，正德庚午舉人，寧德知縣。祖父錢宋。父錢九疇，庠生。
子錢以馭，國子生。

## 註
1. ↑  《登科錄》記載的是「官年」，或和真實年齡有落差。